# 森ビルシティエアサービス
森ビルシティエアサービスは、かつてヘリポートの運営を営んでいた企業。

## ヘリポート
- アークヒルズヘリポート - アークヒルズ屋上にあるヘリポート。受付はアーク森ビル1Fにある。
- 成田（佐倉）ヘリポート - 東関東自動車道佐倉インターチェンジに隣接している。

## ヘリコプター・サービス（終了）
2015年12月31日でサービスを終了した。
アークヒルズ屋上に位置するアークヒルズヘリポートを拠点に、成田国際空港へ送迎する東京－成田 ヘリダイレクトやプライベートチャーターを提供していた。ヘリコプターの運航は、エクセル航空に委託していた。
東京－成田 ヘリダイレクトのほか、都内遊覧SKYチャータークルーズ、ゴルフ場までヘリで送迎するSKYチャーターゴルフなどのサービスがあった。
また、2011年3月11日に発生した東日本大震災での経験をもとに、震災対策フライトプランを商品化。首都直下型地震の発生による主要交通機関の麻痺に備え、都心企業のBCP対策として空からの迅速な移動手段を提案していた。

### 機材
- ユーロコプター EC 135 「エルメス・エディション」

　　エルメスがデザインを手掛け、世界に4機のみ現存するスペシャル・エディション。